# William Shepherd
William McMichael "Bill" Shepherd (n. 26 iulie 1949) (Căpitan, USN, Ret.) este un fost ofițer Navy SEAL și astronaut american, care a fost comandant al Expedition 1 (2000-2001), primul echipaj ce a ajuns pe Stația Spațială Internațională. Shepherd a primit Medalia de Onoare a Congresului pentru activități spațiale.